# Jupiters Geist
Jupiters Geist (auch mit NGC 3242 bezeichnet) ist ein planetarischer Nebel im Sternbild Wasserschlange.
Der Nebel setzt sich aus einem dichteren Bereich mit einem Durchmesser von 16 × 24 Bogensekunden und einer sichtbaren lichtschwächeren Hülle von 40 × 35 Bogensekunden Durchmesser zusammen. Da die äußere Hülle des Nebels im Teleskop etwa die gleiche Ausdehnung wie der Planet Jupiter aufweist, wird er auch als Jupiters Geist (engl.: Ghost of Jupiter) bezeichnet. Die scheinbare Helligkeit des sichtbaren Nebels beträgt 7,7 mag.
Fotografische Aufnahmen zeigen allerdings, dass der Nebel mit 20,8 Bogenminuten wesentlich ausgedehnter ist (zum Vergleich: der Mond besitzt von der Erde aus gesehen einen Durchmesser von etwa 30 Bogenminuten).
Im Zentrum befindet sich ein Weißer Zwergstern mit einer scheinbaren Helligkeit von 12,1 mag. Seine Entfernung zur Sonne konnte bislang nicht eindeutig bestimmt werden, wird aber meist mit 2.500 Lichtjahren angegeben. Eine andere Schätzung geht dagegen von einer Entfernung von 1.400 Lichtjahren aus.
Entdeckt wurde der Nebel am 7. Februar 1785 von William Herschel, der ihn als H IV 27 katalogisierte. John Herschel beobachtete ihn um 1830 vom Kap der Guten Hoffnung aus und nahm ihn 1864 als GC 2102 in den General Catalogue auf. In Dreyers New General Catalogue von 1888 erhielt er die Nummer NGC 3242.

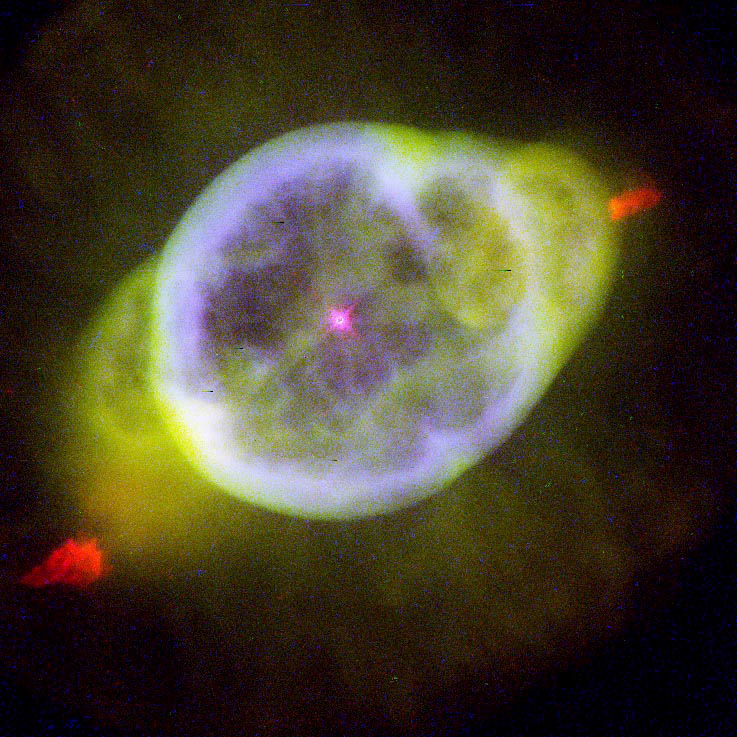
Falschfarbendarstellung zur Hervorhebung der räumlichen Verteilung verschiedener chemischer Elemente,
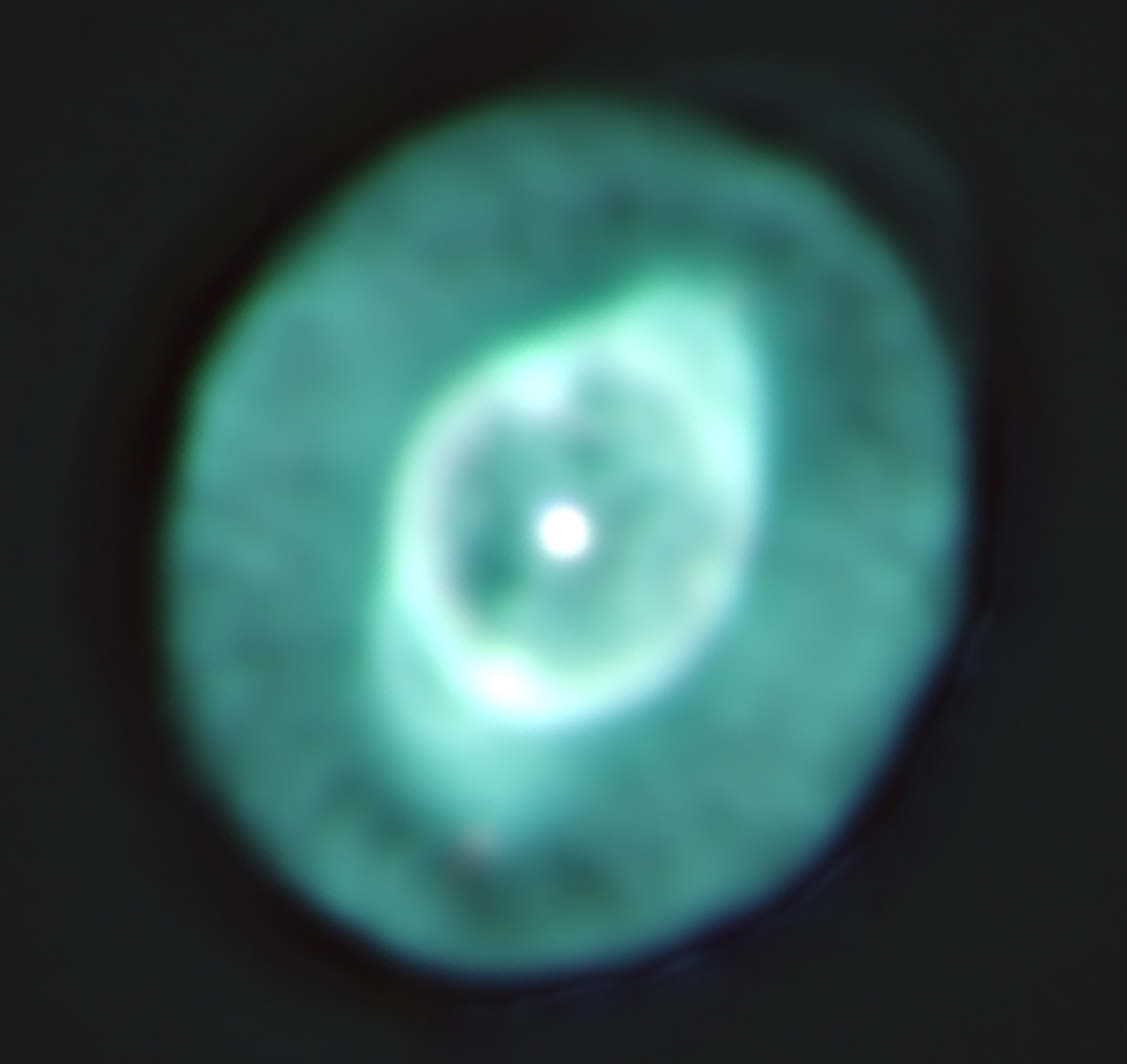
RGB-Aufnahme des 81 cm-Spiegelteleskops des Mount-Lemmon-Observatoriums
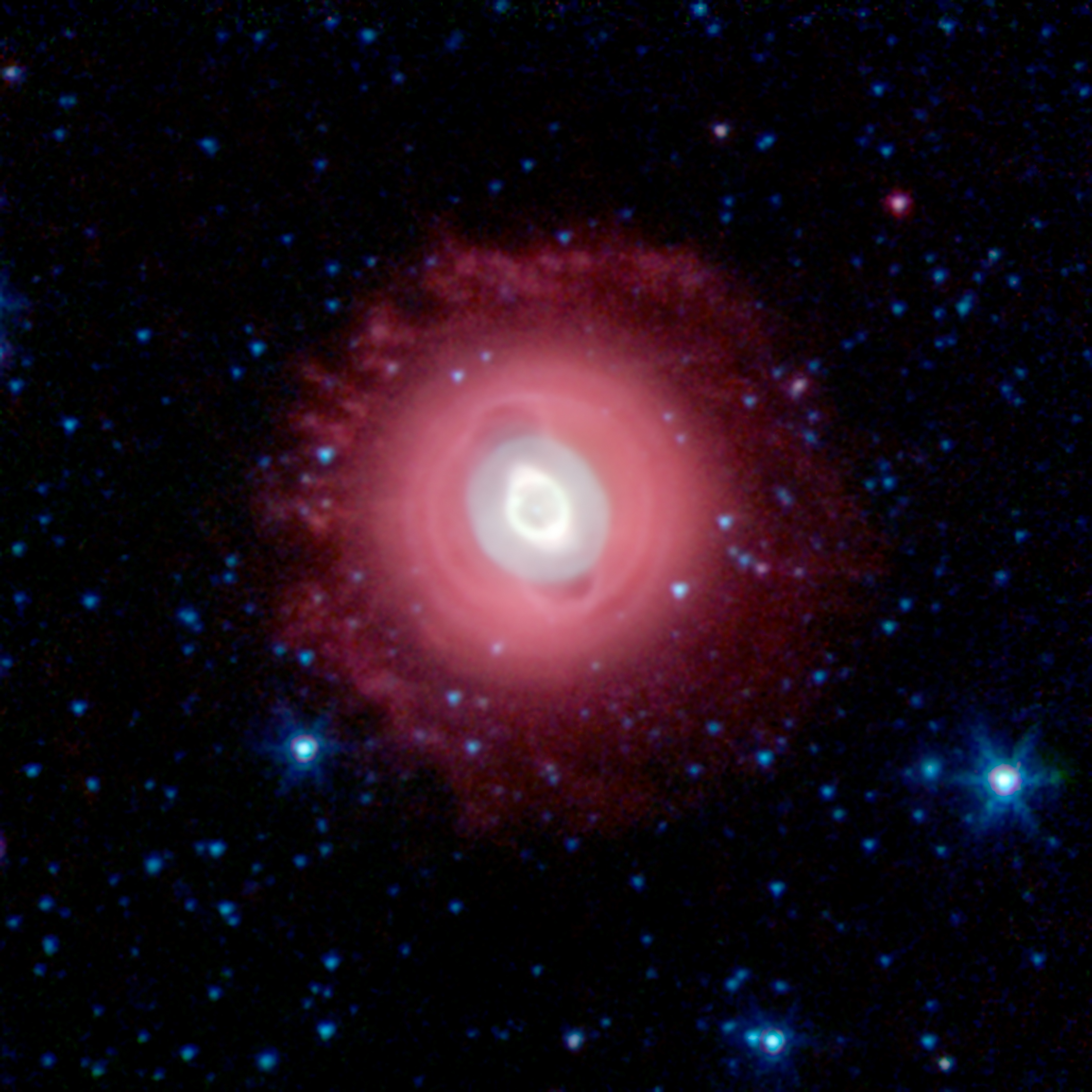
Aufnahme im mittleren Infrarot, Spitzer-Weltraumteleskop
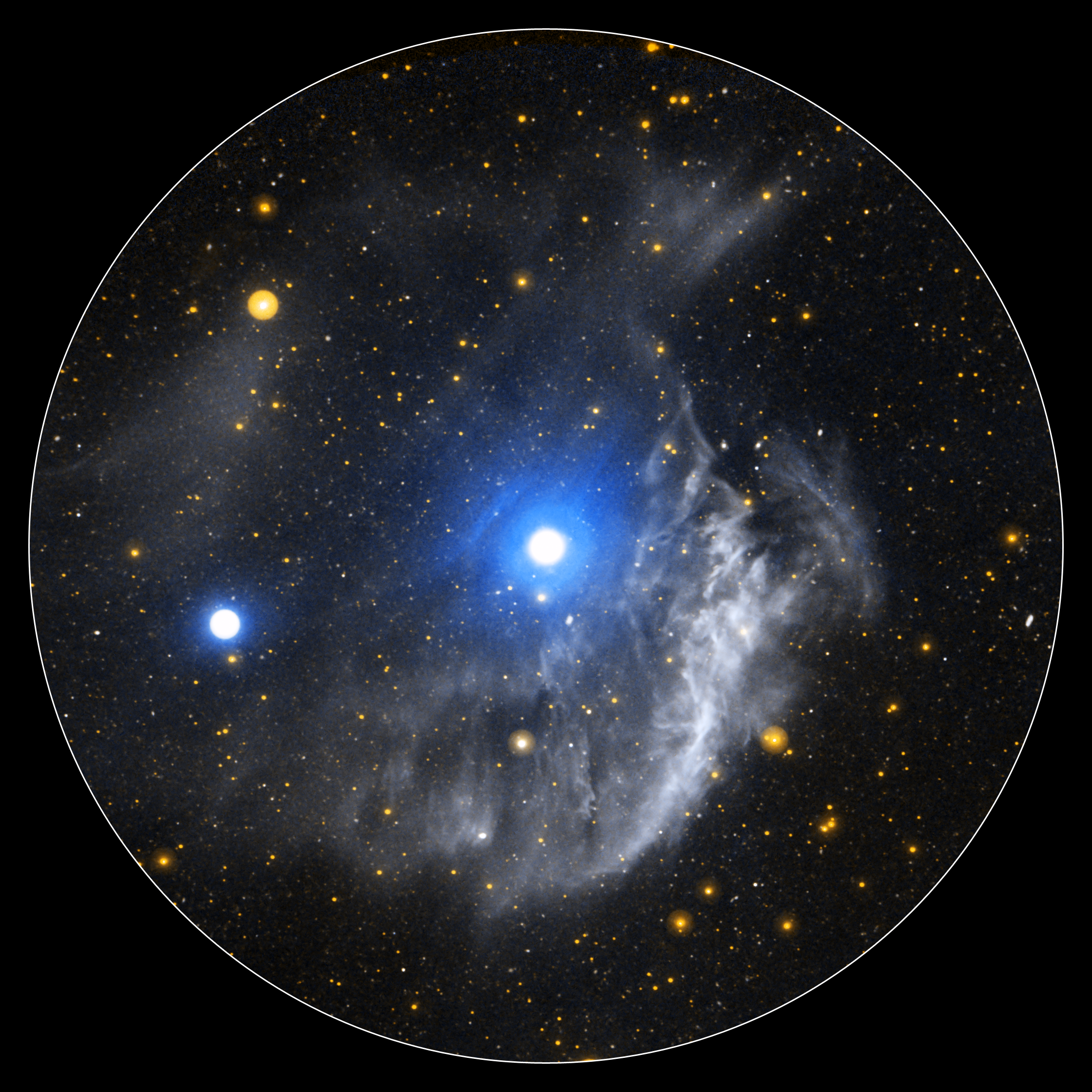
UV-Aufnahme mit GALEX, eine umliegende Gasstruktur wird erkennbar.